# 噶约盖曲贝
噶約蓋曲貝（藏語：བཀའ་ཡོ་གལ་འཆོས་པ，威利转写：bkav yo gal vchos pa）是西藏歷史上吐蕃帝國的一個官職。《新唐書》音譯喻寒波。
「噶約蓋曲貝」一詞的字面意思「糾正法令的錯誤」，該職位分為整事大相、副整事、小整事三個職務，每個職務各一名。其中，副整事和小整事是整事大相的副手。這個部門的職責相當於漢地的刑部。根據《弟吳佛教源流》記載，其職責是監督官員及法令執行情況，是吐蕃的最高法官。